# Gaediopsis simmondsi
Gaediopsis simmondsi là một loài ruồi trong họ Tachinidae.